# Gypona castanea
Gypona castanea är en insektsart som beskrevs av Metcalf 1949. Gypona castanea ingår i släktet Gypona och familjen dvärgstritar. Inga underarter finns listade i Catalogue of Life.